# Terrance Drew

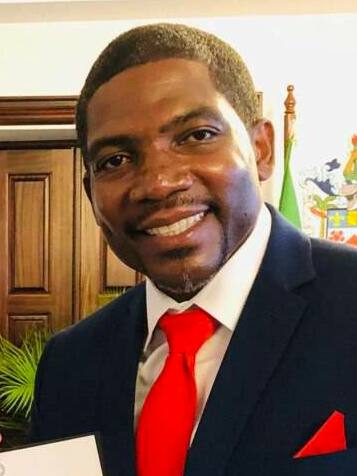
Terrance Drew (2022)

Terrance Michael Drew  ist ein Mediziner und Politiker aus St. Kitts und Nevis. Er ist seit dem 6. August 2022 amtierender Premierminister. Er ist Mitglied der sozialistischen St Kitts and Nevis Labour Party.

## Leben
1996 absolvierte Drew das Clarence Fitzroy Bryant College in seinem Heimatland. Im Alter von 19 Jahren wurde er anschließend Teilzeitlehrer an der Basseterre High School, wo er Mathematik und Physik unterrichtete. 1998 ging er nach Kuba, um Medizin zu studieren, und machte seinen Abschluss an der Universidad de Ciencias Médicas de Villa Clara in Santa Clara. Drew kehrte danach in sein Heimatland zurück und praktizierte als Allgemeinmediziner. Ein weiteres Studium führte ihn 2010 nach Texas, wo er Innere Medizin studierte. Er erlangte 2013 einen zweiten Abschluss am Texas Tech University Health Sciences Center.
Nach seiner Rückkehr aus den Vereinigten Staaten startete er seine politische Karriere im Dienste der St Kitts and Nevis Labour Party. Im November 2021 wurde er zum Vorsitzenden der Labour Party gewählt und führte die Partei bei den Parlamentswahlen am 5. August 2022 zu einer Parlamentsmehrheit, sodass er am nächsten Tag als neuer Premierminister des Landes vereidigt werden konnte.

## Politische Vision und Projekte
Seit seiner Amtseinführung hat Drew mehrere Initiativen gestartet, um die politische Stabilität und die nachhaltige Entwicklung von St. Kitts und Nevis zu fördern. Ein zentrales Ziel seiner Regierung ist es, die Tourismusindustrie weiter auszubauen und gleichzeitig die Umweltauswirkungen zu minimieren. Drew betonte, dass St. Kitts und Nevis sich als nachhaltiges Reiseziel etablieren möchte, indem es erneuerbare Energien und umweltfreundliche Praktiken fördert. Diese Maßnahmen sollen nicht nur die lokale Wirtschaft stärken, sondern auch zur globalen Bekämpfung des Klimawandels beitragen.
Ein weiteres wichtiges Projekt seiner Regierung ist die Verbesserung des Gesundheitssystems. Drew, selbst Mediziner, legt großen Wert darauf, dass alle Bürger Zugang zu qualitativ hochwertiger medizinischer Versorgung haben. Hierzu gehören der Ausbau der medizinischen Infrastruktur, die Einführung moderner Technologien und die Fortbildung des medizinischen Personals. Zudem strebt er eine engere Zusammenarbeit mit internationalen Gesundheitsorganisationen an, um den Standard der Gesundheitsversorgung weiter zu erhöhen.